# Eduardo Arancibia
Eduardo Daniel Arancibia Unger (Santiago, 20 luglio 1976) è un ex calciatore cileno, di ruolo centrocampista.